# Krynka
Die Krynka (ukrainisch Кринка, russisch Крынка) ist ein 180 km langer, rechter Nebenfluss des Mius in der Ukraine und in Russland.

## Verlauf
Der Fluss entsteht aus den auf dem Donezrücken entspringenden Quellflüssen Sadky (Садки, 16 km lang) und Bulawinka (Булавінка, 39 km lang), die sich südwestlich von Jenakijewe zur Krynka vereinen. Er fließt 160 km durch die ukrainische Oblast Donezk und mündet in der russischen Oblast Rostow in den Mius, 84 km vor dessen Mündung in das Asowsche Meer.